# Ernst Kopp (Politiker)

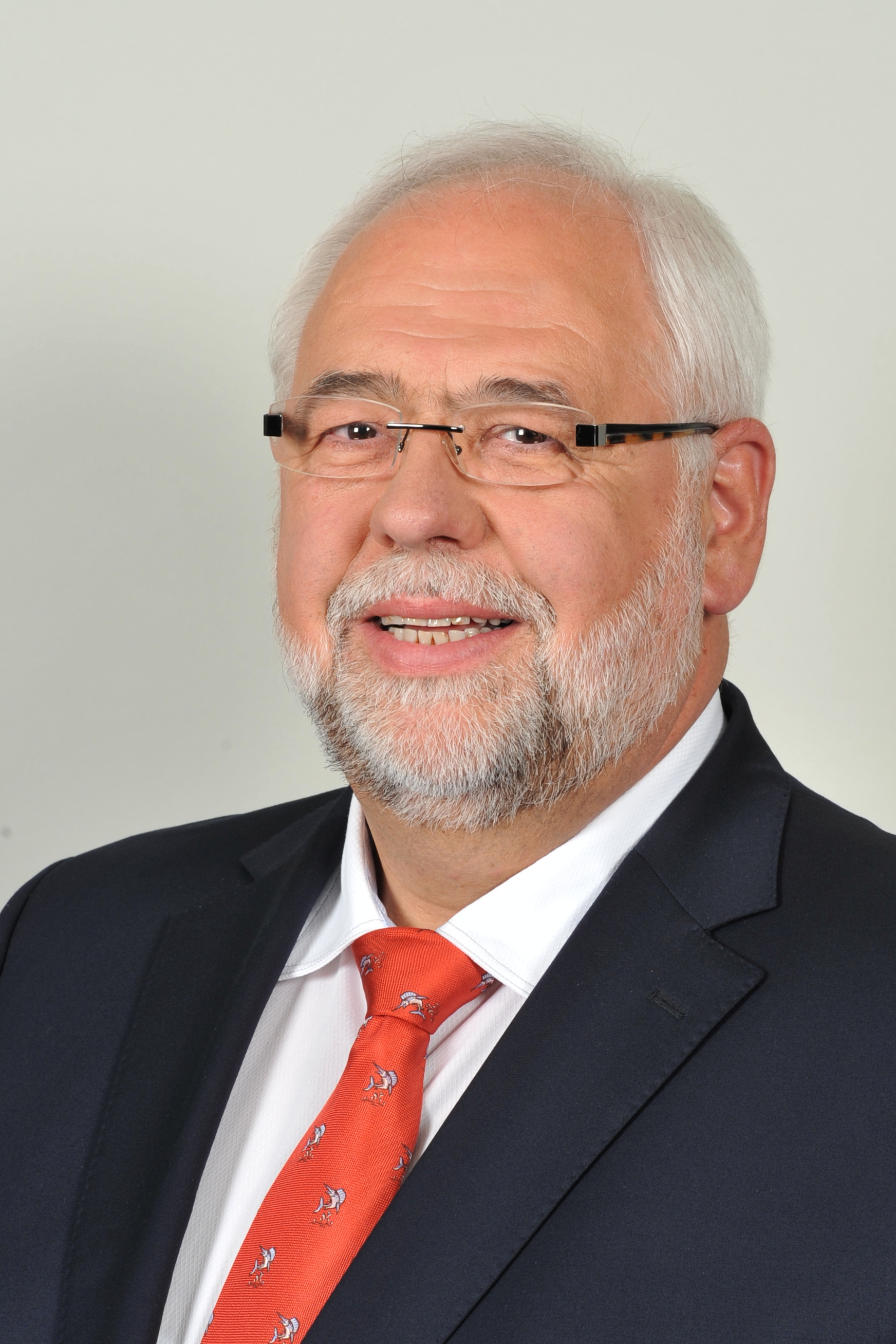
Ernst Kopp 2013

Ernst Kopp (* 14. Mai 1954 in Ottersdorf, heute Ortsteil von Rastatt) ist ein deutscher Politiker (SPD). Von 2011 bis 2018 war er Abgeordneter des Landtags von Baden-Württemberg. Von 1992 bis 2016 war er zudem Bürgermeister von Bietigheim.

## Ausbildung und Beruf
Ernst Kopp besuchte die Volksschule und die Realschule in Rastatt. Nach dem Besuch einer Fachhochschule war er bis 1992 als Sozialversicherungsfachangestellter bei der Landesversicherungsanstalt Baden beschäftigt.

## Politische Tätigkeit
Der SPD gehört Ernst Kopp seit 1979 an. Er war von 1980 bis 1994 Mitglied im Gemeinderat von Rastatt. Seit 1989 gehört er dem Kreistag des Landkreises Rastatt an; von 1992 bis 2016 war er Bürgermeister von Bietigheim. Bei der Landtagswahl 2011 wurde er im Landtagswahlkreis Rastatt über das Zweitmandat in den Landtag gewählt. Im März 2016, bei der Landtagswahl 2016, zog er erneut über das Zweitmandat in den Landtag ein. Er war Mitglied im Ständigen Ausschuss und dem Ausschuss für Ländlichen Raum und Verbraucherschutz. Mit Ablauf des 31. August 2018 gab er sein Mandat aus gesundheitlichen Gründen auf. Für ihn rückte Jonas Weber nach.

## Familie und Privates
Ernst Kopp ist katholisch. Mit seiner Frau Beate ist er seit 1984 verheiratet und hat zwei Söhne. Er erlitt im Januar 2017 einen Herzinfarkt.
Sein Sohn Johannes Kopp ist seit September 2022 Bürgermeister der Gemeinde Muggensturm.